# Антагонизм (общество)
Антагони́зм (от греч. ἀνταγώνισµα «борьба») — форма противоречия, характеризующаяся непримиримостью противоположных общественных интересов. В марксизме антагонистические противоречия являются внутренней движущей силой социальных изменений.

## Виды противоречий

### Антагонистические противоречия
Маркс считал, что антагонистические противоречия всегда объективно существуют в обществе и проявляются через специфичные общественные отношения, противоречия. В их основе лежат интересы непримиримых социальных классов, групп, сил.
Противоречия такого рода разрешаются путем революционной классовой борьбы и социальной революции, изменяющей данный общественный строй. Характерной чертой антагонистических противоречий является то, что в процессе своего развития они обостряются, усугубляются, и борьба между ними рано или поздно приводит к кардинальному изменению системы, породившей их. Фактические формы разрешения таких конфликтов определяются конкретно-историческими условиями.
Маркс считал наиболее характерным примером антагонистических противоречий в капиталистическом обществе противоречия между буржуазией и пролетариатом. Ленин отмечал выход антагонизма на государственный уровень — противоречия между империалистическими государствами в борьбе капиталистических стран за рынки и сферы влияния, международную конкуренцию. Ленин видел причину империалистических войн в насильственной борьбе между сильнейшими странами за передел мира.
Ярким примером империалистической войны является Первая мировая война.

### Неантагонистические противоречия
Неантагонистические противоречия — выражают противоречия не враждебных классов, а таких классов, социальных групп, у которых наряду с противоречиями имеется общность коренных интересов.
Характерная черта таких противоречий состоит в том, что в своем развитии они не превращаются обязательно во враждебную противоположность и борьба между ними не доходит до конфликта.
Примером подобных противоречий могут служить существовавшие до построения социализма в СССР противоречия между рабочим классом, являющимся носителем социализма, и крестьянством как классом мелких собственников. Наряду с противоречиями у рабочих и крестьян имеются по коренным вопросам общие интересы, которые покрывают существенные противоречия.
Неантогонистические противоречия преодолеваются не путем ожесточенной классовой борьбы, а путем постепенного и планомерного преобразования экономических и других условий, вызывающих эти противоречия.